# Mewegen
Mewegen – część gminy (Ortsteil) Rothenklempenow w Niemczech, w kraju związkowym Meklemburgia-Pomorze Przednie, w powiecie Vorpommern-Greifswald, w Związku Gmin Löcknitz-Penkun, w pobliżu granicy z Polską (powiat policki). Leży na obszarze Puszczy Wkrzańskiej około 9 km na północ od Löcknitz. Do 31 grudnia 2004 samodzielna gmina.

## Toponimia
Nazwa, poświadczona w 1497 roku w formie Medewege, ma pochodzenie słowiańskie, od medvědь „niedźwiedź”. Na język polski tłumaczona jako Niedźwiady.

## Zabytki
W północnej części znajduje się ewangelicki, barokowy kościół z przełomu XV i XVI wieku.

## Komunikacja
Przez Mewegen przebiega droga łącząca Löcknitz, Boock i Pampow. Na obszarze zabudowanym droga ma kilka niebezpiecznych zakrętów. Z tego powodu zarówno kierowcy jak i rowerzyści oraz piesi powinni zachować szczególną ostrożność wymaganą od uczestników ruchu drogowego. 
Mewegen łączy z centrum Rothenklempenow droga odchodząca na zachód od drogi Löcknitz - Boock - Mewegen - Pampow a tworząca z tą drogą skrzyżowanie znajdujące się o kilkaset metrów na południe względem kościoła.